# Sonia Gutiérrez Lloret
Sonia Gutiérrez Lloret  (9 de agosto de 1962) es una arqueóloga española especialista en arqueología medieval en España y de manera especial en arqueología de al-Ándalus. Es catedrática de arqueología en la Universidad de Alicante y fue directora del Instituto universitario de Investigación en Arqueología y Patrimonio Histórico (INAPH) de la misma universidad entre 2014 y 2019.
Codirige entre otros proyectos arqueológicos el Tolmo de Minateda y el conjunto arqueológico islámico del Castellar de Elche, participa en el proyecto la Rábita de Guardamar uno de los primeros grandes proyectos de la arqueología medieval española y dirige un proyecto de investigación sobre Lectura arqueológica del uso social del espacio, espacios domésticos y vida social de la Antigüedad al Medievo. 

## Biografía
Se formó en Filosofía y Letras e Historia completadas con asignaturas de varias asignaturas de lengua, fuentes y literatura árabes en la Universidad de Alicante dedicándose a la arqueología tardo antigua y medieval, en especial al-Ándalus. Discípula del arqueólogo Lorenzo Abad Casal, entre sus referentes están también el medievalista italiano Riccardo Francovich  y Manuel Acién Almansa, especialistas en la conceptuación teórica de la sociedad islámica.
Inició su trabajo en el paso de la antigüedad tardía al mundo islàmico (ssVI-X) desde la cultura material, es decir las épocas visigoda y al-Ándalus para continuar en el reconocimiento material del proceso de islamizacion social entre los sus VIII y X. 
En 1988 publicó el libro "Cerámica común paleoandalusí del sur de Alicante (siglos VII-X)" especialmente valorado por los arqueólogos
Desde 2003 es catedrática de Arqueología en la Universidad de Alicante, obteniendo una de las primeras cátedras de Arqueología medieval.
De 2007 a 2010 coordinó el Master Universitario en Arqueología Profesional y Gestión Integral del Patrimonio de la Universidad de Alicante. En 2007 y 2008 fue Vocal del Comité Asesor del campo 10 en la Comisión Nacional Evaluadora de la Actividad Investigadora- CNEAI. De 2009 a 2012 fue adjunta a la coordinación del área de Historia y Arte para la evaluación del plan nacional de I+D+I, de la Agencia Nacional de Evaluación y Prospectiva- ANEP
En 2010 fue comisaria junto al hispanista Pierre Guichard y al arqueólogo medievalista del Museo Arqueológico Provincial de Alicante José Luis Menéndez, de la exposición "El Castellar d'Elx. L'origen de la ciutat medieval", organizada en el Museo de Arqueología e Historia de Elche "Alejandro Ramos Folqués", resultado de un proyecto iniciado en 2007 conjuntamente por el Museo Arqueológico Provincial de Alicante, la Universidad de Alicante y el Ayuntamiento de Elche.
Sonia Gutiérrez está considerada por medios especializados como una de las mejores conocedoras de la arqueología medieval en España, especialmente en arqueología de al-Ándalus. Sus trabajos han tratado el mundo emiral y califal y el mundo tardoantiguo
Forma parte del proyecto de la Rábita de Guardamar uno de los primeros grandes proyectos de la arqueología medieval española y en la actualidad es codirectora del proyecto arqueológico del Tolmo de Minateda y de los trabajos del Castellar de la Morera de Elche.

### Libros
- Arqueología: introducción a la historia material de las sociedades del pasado, Universidad de Alicante, 1997

- La cora de Tudmir : de la antigüedad tardía al mundo islámico : poblamiento y cultura material, Casa de Velázquez, 1996

- Cerámica común paleoandalusí del sur de Alicante (siglos VII-X), Alicante : Caja de Ahorros Provincial, 1988

### Artículos
- Lorenzo Abad Casal, Sonia Gutiérrez Lloret, Blanca Gamo Parras, Pablo F. Cánovas Guillén, Una ciudad en el camino: pasado y futuro de El Tolmo de Minateda (Hellín, Albacete, Zona arqueológica, Nº. 9, 2008 (Ejemplar dedicado a: Recópolis y la ciudad en la época visigoda), pags. 323-336

- Lorenzo Abad Casal, Blanca Gamo Parras, Sonia Gutiérrez Lloret, La iglesia visigoda de El Tolmo de Minateda (Hellín, Albacete, Antigüedad y cristianismo: Monografías históricas sobre la Antigüedad tardía, Nº 21, 2004, pags. 137-170